# 관장경
관장경(貫長卿, ? ~ ?)은 전한 중기의 유학자로, 조국 사람이다.

## 생애
아버지 관공에게서 《좌전》을 전수받았고, 탕음령(蕩陰令)을 지냈다.
제자로 장우와 해연년이 있었다.

## 출전
- 반고, 《한서》 권88 유림전